# Fairview (contea di Union, Carolina del Nord)
Fairview è un comune degli Stati Uniti d'America, situato in Carolina del Nord, nella contea di Union. Secondo il censimento del 2020 gli abitanti di Fairview ammontavano a 3 456.